# Tug of War
Tug of War (englisch für „Tauziehen“) ist das vierte Solo-Studioalbum von Paul McCartney. Gleichzeitig ist es einschließlich der Wings-Alben das 14. Album von Paul McCartney nach der Auflösung der Band The Beatles. Es war sein erstes Album nach der Trennung seiner Gruppe Wings und wurde am 26. April 1982 veröffentlicht. Die Single mit Tug of War erschien ebenfalls 1982.

## Entstehung
Paul McCartney hatte im Mai 1980 sein Solo-Album McCartney II veröffentlicht, das von der Kritik gemischt aufgenommen wurde und die Frage aufkommen ließ, wie es mit McCartneys Gruppe Wings weitergehen würde. Auch andere Bandmitglieder widmeten sich Soloprojekten, doch dementierte McCartney eine Trennung der Band: „Wenn einer von uns mal etwas Eigenes macht, muss man noch lange nicht von einem Split reden. Bei anderen Gruppen gehört das doch auch zur Tagesordnung.“ Im Juli 1980 begaben sich die Mitglieder der Wings – Paul McCartney, Linda McCartney, Denny Laine, Laurence Juber und Steve Holley – nach Finchden Manor in Tenterden (Kent), wo sie an neuem Material, unter anderen auch Ballroom Dancing, für ein zukünftiges Album probten. Im Juli 1980 wurde in den Superbear Studios in Frankreich (Berre-les-Alpes) das von Linda McCartney gesungene Lied Love’s Full Glory aufgenommen, das erst offiziell im Oktober 1998 auf dem Linda-McCartney-Album Wide Prairie veröffentlicht wurde sowie vier Lieder mit Ringo Starr.
Im August 1980 bereiteten Paul McCartney und Denny Laine in den Park Gate Studios in Sussex Demos für das kommende Studioalbum der Wings vor; 16 Lieder der Demo-Aufnahmen wurden auf Bootlegs veröffentlicht, davon wurden aber lediglich elf Titel in den kommenden Jahren als Aufnahmen fertiggestellt. Im Oktober 1980 wurde ebenfalls in den Park Gate Studios an einem Kompilationsalbum mit bisher unveröffentlichten Wings/Paul-McCartney-Liedern namens Cold Cuts gearbeitet,.
Die Wings probten und arbeiteten noch einmal bis zum 30. Oktober in den Park Gate Studios sowie in der Pugin’s Hall in Tenterden an ihrem neuen Album, kamen jedoch kaum voran. Im Januar 1981 arbeiteten die Wings erneut an Cold Cuts, überarbeiteten das Lied Same Time Next Year und am 26. Januar 1981 erfolgte die endgültige Abmischung des Albums, das aber schließlich nicht veröffentlicht wurde. Im Februar 1981 verließen Steve Holley und Laurence Juber die Wings; lediglich Denny Laine arbeitete bis März 1981 an dem jetzt neuen Paul-McCartney-Album. Im März/April 1981 wurde auch die Zusammenarbeit mit Denny Laine beendet. McCartneys damalige Entscheidung, mit den Wings keine Konzerte mehr zu geben, führte zum Ausstieg von Denny Laine bei den Wings und zur offiziellen Auflösung der Gruppe am 27. April 1981.
Bereits im Oktober und November hatte McCartney mit George Martin in den AIR Studios in London an der Single We All Stand Together für den Kurzanimationsfilm Rupert and the Frog Song gearbeitet; die Single wurde aber erst im November 1984 veröffentlicht. Steve Holley und Laurence Juber waren bei den Aufnahmen schon nicht mehr dabei. Martin wurde schließlich auch der Produzent des geplanten neuen McCartney-Albums, das beide ab Anfang Dezember 1980 in Martins A.I.R. Studios in London aufnahmen. Es war seine erste Zusammenarbeit mit Martin seit der erfolgreichen James-Bond-Single Live and Let Die aus dem Jahr 1973. Martin sichtete die zahlreichen Songs und wählte die aus seiner Sicht besten aus, während er gleichzeitig Disziplin in die Sessions einführte. Als John Lennon am 8. Dezember 1980 vor seiner Wohnung erschossen wurde, brach McCartney die Arbeit bis zum 14. Dezember ab und zog sich aus der Öffentlichkeit zurück. Im Dezember 1980 wurden folgende Lieder teilweise aufgenommen: Ode to a Koala Bear, Rainclouds, Ballroom Dancing, Tug of War und eine frühe Aufnahme von Take It Away. Anfang Januar 1981 begann die Arbeit an Wanderlust.
McCartney sagte über die Zusammenarbeit mit George Martin: „Ich wollte wieder mit George Martin arbeiten. Ich rief ihn an und fragte ihn, ob er interessiert sei, er sagte zu und wir beschlossen, ein sehr professionelles Album zu machen. Ich mag ihn als Produzent sehr, und wenn man mit Leuten arbeitet, die wirklich gut sind, macht es das einfacher für einen selbst. Nach Live And Let Die habe ich eine Weile nichts mehr mit George gemacht und weiter mit Wings und so weitergearbeitet, und bei Tug Of War dachte ich nur, dass es schön wäre, eine Veränderung zu haben. Er war daran interessiert, wieder mit mir zu arbeiten, und wir haben uns zusammengesetzt und das Album gemacht. So einfach war das.“

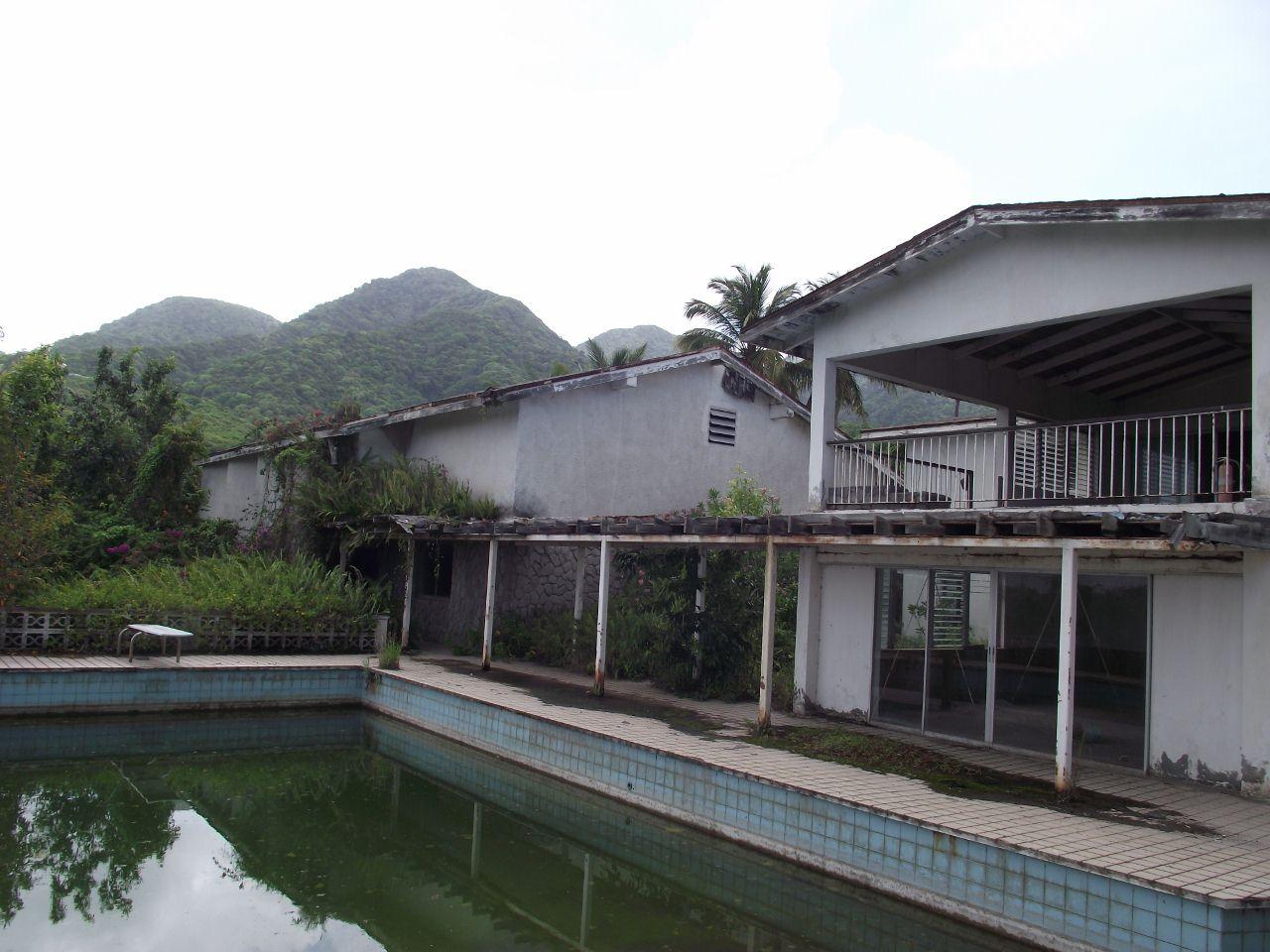
Die Ruine der AIR Studios auf Montserrat, 2013

George Harrison nahm wahrscheinlich im Januar 1981 in seinem Heimstudio F.P.S.H.O.T. (Friars Park Studio, Henley-on-Thames) das Lied All Those Years Ago, das ursprünglich für Ringo Starr vorgesehen war, als Hommage für John Lennon neu auf. Dafür änderte Harrison den Text und lud Paul und Linda McCartney sowie Denny Laine ein, den Hintergrundgesang beizusteuern. Da Ringo Starr schon bei den ursprünglichen Aufnahmen im November 1980 Schlagzeug spielte, waren bei dieser Aufnahme erstmals alle drei lebenden Beatles an einem neuen Lied beteiligt. Es war weiterhin geplant, dass George Harrison Gitarre für das Lied Wanderlust spielen sollte, George Martin und Geoff Emerick, ebenfalls anwesend, sollten die Produktionsarbeit übernehmen. Aus zeitlichen Gründen wurde die Aufnahme aber nicht mehr realisiert.
Vom 1. Februar bis 9. März 1981 hielt sich Paul McCartney auf der Insel Montserrat auf, wo er mit George Martin weiter an Tug of War arbeitete. In Martins AIR Studios Montserrat traf McCartney im Februar mit zahlreichen bekannten Musikern, wie Ringo Starr, Steve Gadd, Carl Perkins, Stanley Clarke und Stevie Wonder zusammen, die als (Gast-)Musiker beziehungsweise Duettpartner auf Tug of War zu hören sind. In dieser Zeit wurden folgende Lieder aufgenommen: Ebony and Ivory, What’s that You’re Doing, Dress Me Up as a Robber, Average Person, The Pound Is Sinking, Somebody Who Cares, Hey Hey, Get It und My Old Friend sowie eine frühe Versionen von No Values und eine Komposition von Denny Laine. McCartney sagte über Musiker: „Ich wollte mit Carl Perkins spielen. Ich habe ihn geliebt, seit ich ein Junge war. Als wäre es ein Film, nachdem wir beschlossen hatten, dass dies kein Wings-Album werden würde, wählten George und ich für jeden Track die richtigen Interpreten aus. Ich wollte mit Stevie Wonder spielen und wir haben stattdessen zwei Lieder zusammen gemacht. Ich wollte Steve Gadd am Schlagzeug und Stanley Clarke am Bass, einfach weil sie die Besten sind und ich das Beste wollte. Warum nicht?“
Vom 11. März bis zum 23. März 1981 arbeitete Paul McCartney erneut in den AIR Studios in London, wo weitere Lieder (Sweetest Little Show, Wanderlust, Keep Under Cover und No Values) aufgenommen und andere durch Overdubs fertiggestellt wurden. In dieser Zeit ersetzte Eric Stewart, Mitglied von 10cc, Denny Laine als musikalischen Partner von Paul McCartney, dieser blieb er bis zum Album Press to Play, das im September 1986 erschien.
Von Juni 1981 bis zum März 1982 erfolgten weitere Arbeiten und die Abmischung am Album in den AIR Studios sowie in seinem Hog Hill Mill Studio wo er auch Here Today aufnahm, seine Hommage an John Lennon, die er Anfang des Jahres geschrieben hatte.
Weitere Lieder der Tug-of-War-Aufnahmesession waren: Rainclouds (B-Seite der Single Ebony and Ivory), I’ll Give You a Ring (B-Seite der Single Take It Away), My Old Friend (Eine weitere Zusammenarbeit von Carl Perkins und Paul McCartney, die erst im Oktober 1995 auf dem Carl-Perkins-Album Go Cat Go! veröffentlicht wurde). Die aufgenommenen Lieder Say Say Say, The Man, Average Person, Sweetest Little Show, Keep Under Cover und Hey Hey wurden für das nächste Album Pipes of Peace verwendet. Ode to a Koala Bear wurde die B-Seite von Say Say Say.
Als Vorauskopplung von Tug of War erschien am 29. März 1982 die Single Ebony and Ivory, ein Duett von Paul McCartney und Stevie Wonder, das unter anderem in Deutschland, Großbritannien und den USA Platz 1 der Charts erreichte.
Tug Of War sollte ursprünglich im Oktober 1981 veröffentlicht werden, es wurde auf den 15. Februar 1982 verschoben, aber weitere Arbeiten machten dies unmöglich. Weitere Termine für den 12. März und den 2. April wurden angekündigt und wiederum abgesagt. Das Album wurde schließlich am 26. April 1982 veröffentlicht.
Tug of War ist das erste Album von Paul McCartney, das digital abgemischt wurde und das auf CD veröffentlicht wurde. Die CD-Veröffentlichung erfolgte aber erst Mitte 1983 in Japan und im Februar 1984 in den USA.
Tug of War wurde das siebte Nummer-eins-Album für Paul McCartney in den USA, das fünfte in Großbritannien und das erste Nummer-eins-Album in Deutschland. Im Jahr 1983 wurde das Album für einen Grammy in der Kategorie Album des Jahres nominiert und erhielt weitere Grammy-Nominierungen für die Single Ebony and Ivory und What’s That You’re Doing?

## Covergestaltung
Das Cover wurde vom Künstler Brian Clarke entworfen. Es zeigt ein Gemälde, das Paul McCartney bei ihm in Auftrag gegeben hat. Clarkes Design enthält auch ein Foto von Paul, aufgenommen von seiner Frau Linda McCartney. Die Koordination des Albumcovers lag bei Hipgnosis und Sinc.

## Titelliste
Seite 1
1. Tug of War – 4:22
2. Take It Away – 4:14
3. Somebody Who Cares – 3:19
4. What’s That You’re Doing? – 6:19
5. Here Today – 2:27

Seite 2
1. Ballroom Dancing – 4:07
2. The Pound Is Sinking – 2:54
3. Wanderlust – 3:49
4. Get It – 2:29
5. Be What You See (Link) – 0:34
6. Dress Me Up as a Robber – 2:41
7. Ebony and Ivory – 3:46

## Informationen zu einzelnen Liedern
- Paul McCartney schrieb alle Lieder des Albums außer What’s That You’re Doing?, das in Zusammenarbeit mit Stevie Wonder entstand, wobei beide das Lied auch singen. Ein weiteres Duett mit Stevie Wonder war Ebony and Ivory.
- Mit Carl Perkins sang McCartney das Duett Get It; Perkins steuerte bei dem Lied auch die Gitarrenbegleitung bei.
- Auf Take it Away spielt Ringo Starr zum ersten Mal seit 1970 auf einem Paul-McCartney-Tonträger Schlagzeug.
- Here Today ist eine Hommage an John Lennon; von diesem Lied wurde auch ein Musikvideo gedreht.
- Ballroom Dancing sollte ursprünglich die dritte Singleauskopplung aus dem Album werden, bevor die Plattenfirma sich für Tug of War entschied.
- Bei Dress Me Up as a Robber spielt der Engländer Dave Mattacks das Schlagzeug.
- Denny Laine wirkte musikalisch bei den Liedern Tug of War, Somebody Who Cares, Ballroom Dancing, Wanderlust, The Pound Is Sinking und Dress Me Up as a Robber[7] mit.

## Wiederveröffentlichungen

### Wiederveröffentlichungen bis 2007
- Am 5. Februar 1985 (USA: Februar 1984) wurde das Album ohne Bonusstücke erstmals auf CD veröffentlicht. Der CD liegt ein zwölfseitiges bebildertes Begleitheft bei, das die Liedtexte beinhaltet.[8][9]
- Am 9. August 1993[10] wurde die CD in einer von Peter Mew remasterten Version ohne Bonusstücke veröffentlicht. Der CD liegt ein zwölfseitiges bebildertes Begleitheft bei, das Information zum Album und die Liedtexte enthält.[11]
- Im Mai 2007 wurde das Album im Download-Format veröffentlicht. Bei iTunes wurde der Bonustitel Ebony and Ivory (Solo Version) hinzugefügt.

### Archive Collection
- Im Oktober 2015 wurde Tug of War, zum zweiten Mal remastert und im März 2015 von Steve Orchard und Paul McCartney in den Hog Hill Mill Studios in Sussex neu abgemischt, vom Musiklabel Hear Music/Concord Music Group als Teil der Paul McCartney Archive Collection veröffentlicht. Das Remastering erfolgte von Alex Wharton in den Abbey Road Studios. Das CD-Album hat ein aufklappbares Pappcover, dem ein 18-seitiges bebildertes Begleitheft beigegelegt ist, das Informationen zum Album und die Liedtexte beinhaltet. Das Design stammt von der Firma YES. Es erschien in folgenden Formaten:

- Standard Edition
Zwei CDs: Das originale 12-Track Album mit einer Bonus-CD, die folgende, teilweise bisher unveröffentlichte, Lieder enthält:

1. Stop, You Don’t Know Where She Came From [Demo] – 1:44
2. Wanderlust [Demo] – 1:46
3. Ballroom Dancing [Demo] – 2:04
4. Take It Away [Demo] – 5:37
5. The Pound Is Sinking [Demo] – 2:35
6. Something That Didn’t Happen [Demo] – 2:17
7. Ebony and Ivory [Demo] – 1:46
8. Dress Me Up As a Robber/Robber Riff [Demo] – 3:42
9. Ebony and Ivory [Solo Version] (B-Seite) – 3:50
10. Rainclouds (B-Seite) – 3:13
11. I’ll Give You a Ring (B-Seite) – 3:09

- Deluxe Edition
Das originale 12-Track Album mit der oben erwähnten Bonus-CD, zusätzlich mit einer weiteren CD, die die Original-Abmischung von Tug of War beinhaltet, einer DVD und einem 112-seitigen gebundenen Buch sowie einem 64-seitigen weiteren Buch mit Bildern und Notizen, weiterhin enthält die Ausgabe einen Code zum Download des Albums mit den Bonus-Titeln. Die DVD hat folgenden Inhalt:

1. Tug of War (Musik-Video) (Version 1)
2. Tug of War (Musik-Video) (Version 2)
3. Take It Away (Musik-Video)
4. Ebony and Ivory (Music Video)
5. Fly TIA – Behind The Scenes on Take It Away (18 Minuten Dokumentation)

- Super Deluxe Edition
Der gesamte Inhalt der Deluxe Edition in einem Acryl-Schuber.
- Das Album wurde ebenfalls als 180 Gramm Vinyl-Version als Doppel-LP (neu remastert) inklusive der elf Bonus-Titel veröffentlicht, weiterhin enthält die LP einen Code zum Download des Albums mit den Bonus-Titeln.

| Seite 1 1. Tug of War 2. Take It Away 3. Somebody Who Cares 4. What’s That You’re Doing? 5. Here Today | Seite 2 1. Ballroom Dancing 2. The Pound Is Sinking 3. Wanderlust 4. Get It 5. Be What You See (Link) 6. Dress Me Up as a Robber 7. Ebony and Ivory |

| Seite 3 1. Stop, You Don’t Know Where She Came From [Demo] 2. Wanderlust [Demo] 3. Ballroom Dancing [Demo] 4. Take It Away [Demo] 5. The Pound Is Sinking [Demo] 6. Something That Didn’t Happen [Demo] | Seite 4 1. Ebony and Ivory [Demo] 2. Dress Me Up As a Robber/Robber Riff [Demo] 3. Ebony and Ivory [Solo Version] 4. Rainclouds 5. I’ll Give You a Ring |

- Take it Away (Single Edit) ist als Gratis-Download auf der offiziellen Homepage von Paul McCartney erhältlich.

### Weitere Wiederveröffentlichung
- Am 17. November 2017 wurde das Vinyl-Album von Capitol Records, auf 180 Gramm blauem Vinyl gepresst, veröffentlicht.[15]

## Single-Auskopplungen

### Ebony and Ivory
Am 29. März 1982 erschien die Single Ebony and Ivory / Rainclouds und wurde der achte Nummer-eins-Hit für Paul McCartney in den USA und der zweite Nummer-eins-Hit in Großbritannien und Deutschland.
Die 12″-Maxisingle enthält folgende Lieder: Ebony and Ivory / Ebony and Ivory (Solo Version) / Rainclouds. Rainclouds entstand während der Tug-of-War-Aufnahmesessions. Ebony and Ivory (Solo Version) wurde von Paul McCartney allein eingesungen.
Die Promotion-7″-Vinyl-Single in den USA enthält auf beiden Seiten jeweils die Stereo-Version der A-Seite.

### Take It Away
Die zweite Singleauskopplung Take It Away / I’ll Give You a Ring erfolgte am 21. Juni 1982.
Die 12″-Maxisingle enthält folgende Lieder: Take It Away / I’ll Give You a Ring / Dress Me Up as a Robber. Die A-Seite wurde am Anfang und am Ende des Liedes gekürzt. I’ll Give You a Ring stammt ebenfalls von den Tug-of-War-Aufnahmesessions.
Die Promotion-7″-Vinyl-Single in den USA enthält auf beiden Seiten jeweils die Stereo-Version der A-Seite.

### Tug of War
Am 13. September 1982 erschien die dritte Single Tug of War / Get It. Die A-Seite wurde am Anfang und am Ende des Liedes gekürzt, die B-Seite am Ende.
Die Promotion-7″-Vinyl-Single in den USA enthält auf beiden Seiten jeweils die Stereo-Version der A-Seite.

### Weitere Promotionsingles
In Kanada wurde noch die Promotion-12″-Vinyl-Maxisingle A Sample from “Tug of War” mit den Liedern Ebony and Ivory / Ballroom Dancing / The Pound Is Sinking auf weißem Vinyl veröffentlicht.
In Argentinien wurde 1984 die Promotionsingle Wanderlust / Wanderlust hergestellt, sie enthält die Tug-of-War-Version, warb aber für den Film Broad Street, der wie das Soundtrackalbum Give My Regards to Broad Street‚ die Neuaufnahme des Liedes Wanderlust enthält.

### Musikvideos
Musikvideos wurden zu den Single-A-Seiten sowie zu der McCartney-Soloversion von Ebony and Ivory gedreht.

## Rezeption
Für die Musikzeitschrift Rolling Stone war das Album „das Meisterwerk, das jeder Paul McCartney zugetraut hat“. Es besitze eine Stilvielfalt und eine Liedqualität, an die von McCartneys bisherigen Soloalben nur Band on the Run heranreiche. allmusic nannte das Album einen Versuch McCartneys, alles, was er kann, auf eine Platte zu pressen, so enthalte Tug of War majestätische Balladen, Folk-Gitarren-Klänge, aber auch eine Rockabilly-Nummer und „natürlich viele großartige Melodien“. Tug of War habe McCartney zurück auf „die Höhen seiner Schaffenskraft“ gebracht, die er zu Beatles-Zeiten hatte, so andere Kritiker. Kritiker hoben in ihren Besprechungen auch das Lied Here Today hervor, das Paul McCartney dem im Dezember 1980 ermordeten John Lennon gewidmet hatte. Der Rolling Stone bezeichnete das Lied als Nachruf („eulogy“) auf John Lennon.

## Kommerzieller Erfolg

### Chartplatzierungen

#### Album
Das Album erreichte Platz 1 in Deutschland, den USA und Großbritannien, zudem in den niederländischen, schwedischen und norwegischen Charts.
| ChartsChartplatzierungen       | Höchstplatzierung | Wochen |
| ------------------------------ | ----------------- | ------ |
| Deutschland (GfK)              | 1 (25 Wo.)        | 25     |
| Österreich (Ö3)                | 2 (25 Wo.)        | 25     |
| Vereinigte Staaten (Billboard) | 1 (30 Wo.)        | 30     |
| Vereinigtes Königreich (OCC)   | 1 (27 Wo.)        | 27     |

| ChartsJahrescharts (1982) | Platzierung |
| ------------------------- | ----------- |
| Deutschland (GfK)         | 25          |
| Österreich (Ö3)           | 7           |

Die 2015er Wiederveröffentlichung erreichte Platz 47 in den Großbritannien.

#### Singles
| Jahr | Titel           | Höchstplatzierung, Gesamtwochen, AuszeichnungChartplatzierungen (Jahr, Titel, , Platzierungen, Wochen, Auszeichnungen, Anmerkungen) | Höchstplatzierung, Gesamtwochen, AuszeichnungChartplatzierungen (Jahr, Titel, , Platzierungen, Wochen, Auszeichnungen, Anmerkungen) | Höchstplatzierung, Gesamtwochen, AuszeichnungChartplatzierungen (Jahr, Titel, , Platzierungen, Wochen, Auszeichnungen, Anmerkungen) | Höchstplatzierung, Gesamtwochen, AuszeichnungChartplatzierungen (Jahr, Titel, , Platzierungen, Wochen, Auszeichnungen, Anmerkungen) | Höchstplatzierung, Gesamtwochen, AuszeichnungChartplatzierungen (Jahr, Titel, , Platzierungen, Wochen, Auszeichnungen, Anmerkungen) | Anmerkungen                              |
| Jahr | Titel           | DE | AT | CH | UK | US | Anmerkungen                              |
| ---- | --------------- | --- | --- | --- | --- | --- | ---------------------------------------- |
| 1982 | Ebony and Ivory | DE1 (22 Wo.)DE | AT3 (18 Wo.)AT | CH2 (12 Wo.)CH | UK1 Gold · (10 Wo.)UK | US1 Gold · (19 Wo.)US | Erstveröffentlichung: 29. März 1982      |
| 1982 | Take It Away    | DE46 (9 Wo.)DE | — | — | UK15 (10 Wo.)UK | US10 (16 Wo.)US | Erstveröffentlichung: 18. Juni 1982      |
| 1982 | Tug of War      | — | — | — | UK53 (5 Wo.)UK | US53 (8 Wo.)US | Erstveröffentlichung: 17. September 1982 |

### Auszeichnungen für Musikverkäufe
| Land/Region                  | Auszeichnungen für Musikverkäufe (Land/Region, Auszeichnung, Verkäufe) | Verkäufe  |
| ---------------------------- | ---------------------------------------------------------------------- | --------- |
| Australien (ARIA)            | Platin                                                                 | 50.000    |
| Frankreich (SNEP)            | Gold                                                                   | 100.000   |
| Kanada (MC)                  | Gold                                                                   | 50.000    |
| Spanien (Promusicae)         | Gold                                                                   | 50.000    |
| Vereinigte Staaten (RIAA)    | Platin                                                                 | 1.000.000 |
| Vereinigtes Königreich (BPI) | Gold                                                                   | 100.000   |
| Insgesamt                    | 4× Gold · 2× Platin ·                                                  | 1.350.000 |

Hauptartikel: Paul McCartney/Auszeichnungen für Musikverkäufe